# Afif Safieh
Afif Safieh (en árabe: عفيف صافية‎) (Jerusalén Este, 4 de mayo de 1950) es un diplomático palestino, que se ha desempeñado como embajador del Estado de Palestina ante la Federación de Rusia y como jefe de la misión diplomática de la Organización para la Liberación de Palestina (OLP) en Estados Unidos y Países Bajos. También se desempeñó como representante palestino ante Reino Unido y la Santa Sede.

## Biografía

### Familia, primeros años y estudios
Safieh nació en Jerusalén Este en una familia cristiana que vivía en Jerusalén Oeste hasta 1948. De niño, asistió a la escuela en el Colegio Des Frères de Jerusalén. En 1972 obtuvo una licenciatura en Ciencias Políticas y Relaciones Internacionales de la Universidad Católica de Lovaina, Bélgica. Continuó su educación en el Instituto de Estudios Políticos de París en Francia, graduándose en 1974.
Se convirtió en presidente de la sección belga de la Unión General de Estudiantes Palestinos desde 1969 hasta 1971, y luego presidente de la rama francesa entre 1974 y 1975.
Regresó a territorio palestino en 1993, intentado sin éxito, dos años más tarde, encontrarse con su familia en Jerusalén.
Se casó con la escritora belga Christ’l Leclercq y tiene dos hijos, Diana and Randa.

### Carrera
De 1976 a 1978 fue subdirector de la Misión de Observación de la OLP ante la Oficina de Naciones Unidas en Ginebra, Suiza. En 1978 trabajó como miembro del personal en la oficina de Yasir Arafat en Beirut, Líbano, a cargo de los Asuntos Europeos y de las instituciones de la ONU. En 1981 se convirtió en investigador del Centro de Estudios Europeos de la Universidad Católica de Lovaina y desde 1985 hasta 1987 fue invitado como profesor visitante en el Centro de Asuntos Internacionales de la Universidad de Harvard.
Desde 1987 hasta 1990, se desempeñó como representante de la OLP en los Países Bajos. Durante su servicio, participó en las negociaciones de 1988 en Estocolmo, Suecia, que condujeron al primer diálogo oficial y directo entre los Estados Unidos y los palestinos. En 1990, se convirtió en Delegado General Palestino en el Reino Unido. En enero de 1995, fue invitado a unirse a la Junta Directiva Internacional de la Universidad de Belén, patrocinada por la Santa Sede. Fue nominado Delegado General Palestino ante la Santa Sede, presentando sus cartas credenciales al Papa Juan Pablo II el 6 de noviembre de 1995.
El 27 de octubre de 2005 fue nombrado para dirigir la oficina de la OLP en Washington, D. C., Estados Unidos, durante dos años y medio. En mayo de 2008, fue nombrado embajador palestino en la Federación de Rusia, presentando su carta de credenciales al presidente Dmitri Medvédev el 18 de septiembre de 2008. En marzo de 2009 fue desplazado del cargo por el presidente palestino Mahmud Abás, aparentemente porque había hablado en una manifestación organizada por Hamás para protestar contra el conflicto de la Franja de Gaza de 2008-2009.
En junio de 2009, fue nombrado como Embajador Itinerante para misiones especiales con sede en Londres. En agosto de 2009, fue elegido como miembro del Consejo Revolucionario Fatah, y en octubre de 2009, fue nombrado Subcomisionado de Relaciones Internacionales de dicho partido.

## Libros publicados
- 2010: The Peace Process: From Breakthrough to Breakdown by Afif Safieh (ISBN: 9780863564222).[7]